# جرج برنت
جرج برنت (انگلیسی: George Brent؛ ۱۵ مارس ۱۸۹۹ – ۲۶ مهٔ ۱۹۷۹) بازیگر اهل ایرلند بود. 
از فیلم‌هایی که وی در آن نقش داشته است، می‌توان به ازدواج آخر هفته، قیمت خرید، خیابان ۴۲، جزبل، پیروزی سیاه، دروغ بزرگ، پُر مشغله و فصل باران آمد اشاره کرد.